# عائلة ثورنبيري
عائلة ثورنبيري (بالإنجليزية: The Wild Thornberrys)‏ هو مسلسل كرتون أمريكي عرض على قناة نكلوديون الأمريكية وبعد ذلك على قناة نكلوديون العربية.

## قصة الكرتون
يحكي الكرتون أن هناك عائلة ممؤلفة من أب وام وبنتان وقرد وولد وهذة العائلة تسافر حول العالم بمنزلهم المتحرك ويحدث شجار دائم ببن الفتيات. وذات يوم حدث شيء غريب أصبحت اليزا الاخت الصغرى تسطيع محادثة الحيوانات الوقت. مدة الكرتون هي نصف ساعة.

## شخصيات الكرتون
- اليزا ثورنبيري  فتاة صغيرة لدى هذه الفتاة مهارة خاصة إذ انها تسطيع التكلم مع الحيوانات. تتحدث هذة الفتاة إلى الحيوانت لتفهم مشاكلهم ومساعدتهم ودائما ما تساعدهم ان هذه الفتاة دائمة الشجار مع اختها الكبيرة ديبي.
- نايجل ثوربيري أب اليزا وو يذيع برنامج في التلفزيون عن الحيوانات وهذا الرجل يحب زوجتة جدا ودائما ما ينادي عليها بسكوتتي.
- ماريان ثورنبيري هي ام اليزا ثورنبيري وهي التي تصور وتخرج برنامج زوجها نايجل وهي جيدة وصارمة جدا ودائمًا تتقن عملها أفضل من زوجها.
- ديبي ثورنبيري هي اخت اليزا الكبرى وهي مراهقة كئيبة ودائمة التذمر ودائمًا تقع شجارات بينها وبين اليزا.
- دونيهو الفتى غريب الأطوار الذي يتصرف كفتى الأدغال وهو يعيش مع العائلة وو لا يجيد الكلام وياخذ دروس لغة عند ديبي.
- داروين الشامبنزي الخاص باليزا ولقد عثرت عليه في إحدى الغابات وهو شامبنزي جبان جدا ويحب الاكل والطعام كثيرًا

## روابط خارجية
- عائلة ثورنبيري على موقع IMDb (الإنجليزية)
- عائلة ثورنبيري على موقع روتن توميتوز (الإنجليزية)
- عائلة ثورنبيري على موقع كينوبويسك (الروسية)
- عائلة ثورنبيري على موقع ألو سيني (الفرنسية)
- عائلة ثورنبيري على موقع قاعدة بيانات الفيلم (الإنجليزية)